# Borek (województwo podlaskie)
Borek – wieś w Polsce położona w województwie podlaskim, w powiecie hajnowskim, w gminie Hajnówka. 
W latach 1975–1998 miejscowość administracyjnie należała do województwa białostockiego.

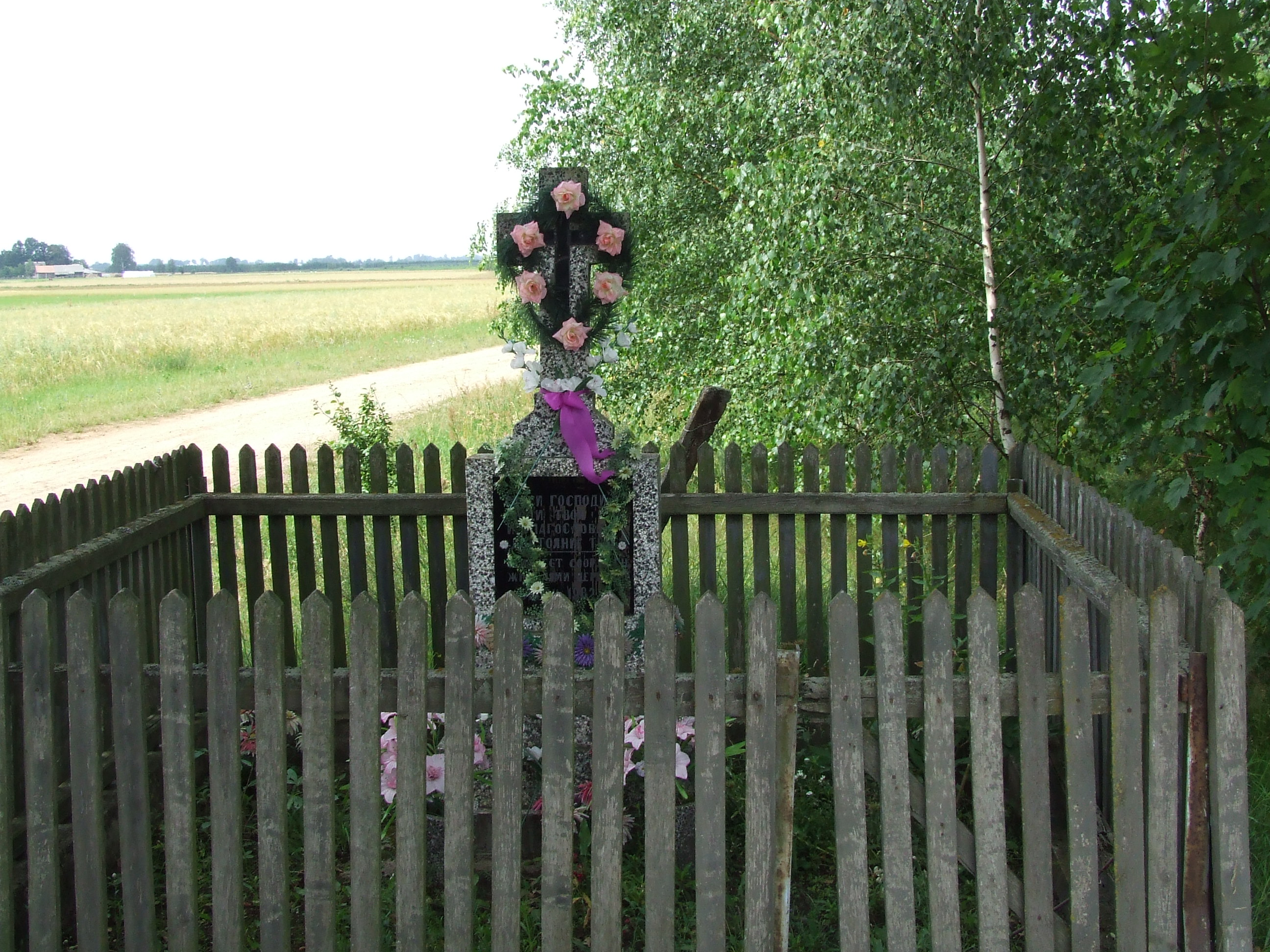
Krzyż przydrożny w Borku

Według stanu z 31 grudnia 2012 mieszkało tu 50 stałych mieszkańców.
Prawosławni mieszkańcy wsi należą do parafii Wniebowstąpienia Pańskiego w Nowoberezowie, a wierni kościoła rzymskokatolickiego do parafii Podwyższenia Krzyża Świętego i św. Stanisława, Biskupa i Męczennika w Hajnówce.
Na terenie wsi znajduje się cmentarz.